# Coppa del Portogallo 2014-2015 (hockey su pista)
La Coppa del Portogallo 2014-2015 è stata la 42ª edizione della principale coppa nazionale portoghese di hockey su pista. La competizione ha avuto luogo dal 12 dicembre 2014 al 24 maggio 2015 con la disputa delle final four a Vila Franca de Xira. Il trofeo è stato conquistato dal Benfica per la quindicesima volta nella sua storia superando in finale lo Sporting CP.

## Risultati

### Sedicesimi di finale
| Squadra 1        | Risultato       | Squadra 2         |
| ---------------- | --------------- | ----------------- |
| Alenquer Benfica | 2 - 3           | Povoa             |
| Escola Livre     | 5 - 6           | Sporting CP       |
| Oliveirense      | 7 - 6           | Porto             |
| Braga            | 4 - 3           | Carvalhos         |
| Marco            | 4 - 4 (0-1 dtr) | Sesimbra          |
| Sobreira         | 1 - 3           | Alcobacense       |
| Académico Cambra | 7 - 4           | Tigres            |
| Sporting Tomar   | 3 - 3 (1-0 dtr) | Sanjoanense       |
| Cucujaes         | 5 - 6           | Barcelos          |
| Vasco da Gama    | 1 - 10          | Benfica           |
| Sintra           | 2 - 2 (0-1 dtr) | Candelária        |
| Fisica           | 3 - 6           | Turquel           |
| Ancorense        | 7 - 2           | Tojal             |
| Valença          | 2 - 3           | Valongo           |
| Marítimo         | 1 - 4           | Juventude Pacense |
| Paço de Arcos    | n.d.            | Juventude Viana   |

### Ottavi di finale
| Squadra 1         | Risultato       | Squadra 2       |
| ----------------- | --------------- | --------------- |
| Barcelos          | 3 - 2           | Povoa           |
| Sporting CP       | 4 - 4 (2-1 dtr) | Juventude Viana |
| Braga             | 6 - 6 (0-1 dtr) | Valongo         |
| Juventude Pacense | 4 - 2           | Candelária      |
| Académico Cambra  | 5 - 7           | Oliveirense     |
| Sesimbra          | 1 - 5           | Turquel         |
| Alcobacense       | 1 - 11          | Benfica         |
| Ancorense         | 5 - 11          | Sporting Tomar  |

### Quarti di finale
| Squadra 1         | Risultato | Squadra 2   |
| ----------------- | --------- | ----------- |
| Sporting CP       | 4 - 2     | Valongo     |
| Juventude Pacense | 4 - 11    | Benfica     |
| Sporting Tomar    | 4 - 6     | Oliveirense |
| Turquel           | 1 - 5     | Barcelos    |

### Final Four

#### Semifinali
| Vila Franca de Xira 23 maggio 2015 | Barcelos | 2 – 3 | Benfica |  |

| Vila Franca de Xira 23 maggio 2015 | Oliveirense | 1 – 4 | Sporting CP |  |

#### Finale
| Vila Franca de Xira 24 maggio 2015 | Benfica | 3 – 0 | Sporting CP |  |